# 卡斯特洪德瓦尔德哈萨
卡斯特洪德瓦尔德哈萨，是西班牙阿拉贡自治区萨拉戈萨省的一个市镇。 总面积110平方公里，总人口324人（2001年），人口密度3人/平方公里。